# Nuxalk
La llengua nuxalk (també anomenada bella coola) és una llengua salish parlada als voltants de la ciutat de Bella Coola, a la Colúmbia Britànica (Canadà), per 20 o 30 parlants, tots ells d'edat avançada, de la tribu nuxalks.
Malgrat que el nombre de parlants amb uns mínims coneixements de nuxalk no ha fet més que minvar, l'idioma és per primer cop ensenyat al sistema escolar provincial i a Acwsalcta ("lloc d'aprenentatge"), l'escola de la Nuxálk Nation. Si hom arriba a l'11è curs s'atansa la qualificació de bilingüe per tal d'entrar a les principals universitats de la Colúmbia Britànica.

## Sons

### Consonants
Les 29 consonants del nuxalk:
|           |          | Bilabial | Alveolar | Alveolar      | Palatal       | Velar | Velar         | Uvular | Uvular | Glottal |
|           | central  | lateral  |          | palatal·litat | labial·litzat | pla   | labial·litzat |        |        |         |
| Oclusiva  | aspirada | pʰ       | tʰ       |               |               | kʲʰ   | kʷʰ           | qʰ     | qʷʰ    | ʔ       |
| Oclusiva  | ejectiva | pʼ       | tʼ       |               |               | kʼʲ   | kʼʷ           | qʼ     | qʼʷ    |         |
| Africada  | aspirada |          | ʦʰ       | tɬʰ           |               |       |               |        |        |         |
| Africada  | ejectiva |          | ʦʼ       | tɬʼ           |               |       |               |        |        |         |
| Fricativa |          |          | s        | ɬ             |               | xʲ    | xʷ            | χ      | χʷ     | (h)     |
| Sonora    |          | m        | n        | l             | j             |       | w             |        |        |         |

### Vocals
|       | Frontal | Central | Trasera |
| Alta  | i       |         | u       |
| Baixa |         | a       |         |

### Síl·labes
El concepte mateix de síl·laba és discutit per la llengua nuxak pel fet de permetre tot un seguit de consonants sense l'aparició de cap vocal o consonant sonora. És aquest un tret compartit per les llengües salish. Així, tenim els següents mots que contenen només consonants:
xłp̓x̣ʷłtłpłłskʷc̓
[xɬpʼχʷɬtʰɬpʰɬːskʷʰʦʼ]
Ell/a havia tingut una planta "bunchberry".
(Nater 1984, citat en Bagemihl 1991: 16)
D'altres exemples són:
- [pʰs] Forma, motle
- [pʼs] Girar
- [pʼχʷɬtʰ] Bunchberry
- [qʼtʰ] Anar a la costa
- [qʷʰtʰ] Tort
- [skʷʰpʰ] Saliva
- [spʰs] Vent del nord-est
- [sʦʼqʰ] Engreixar un animal
- [sʦʼqʰʦʰtʰx] Això és el greix del meu animal escampat
- [sxs] Segell de greix
- [ʦʰkʰtʰskʷʰʦʰ] Ell/a va arribar
- [tʰʦʰ] Xiquet
- [tʰɬ] Fort
- [tɬʼpʰ] Tallar amb tisores

Els lingüistes no estan d'acord en com comptar les síl·labes d'aquestes paraules, en què constitueix el nucli de la síl·laba i, fins i tot, si el concepte de síl·laba és aplicable al nuxalk.
Alguns separen les síl·labes d'acord amb les consonants oclusives que les separarien, mentre d'altres les congrien. Per exemple, en un començament /tɬ/ "Fort" sembla una sola síl·laba amb /ɬ/ com a nucli. Però [tʰʦʰ] "Xiquet" (fonèticament /tʦ/) pot ser considerat com a format per una o dues síl·labes (/t.ʦ/). Si hom n'hi veu només una, llavors /ʦ/ seria un nucli inusual, amb /t/ com a síl·laba inicial; si, en canvi, hom n'hi veu dos, tant /t/ com /ʦ/ en serien els nuclis.